# Liste des territoires de vie du Parc naturel régional de Corse
Le parc naturel régional de Corse est né d'un projet élaboré et convenu avec des partenaires institutionnels : collectivité territoriale de Corse, les deux départements, les communes et communautés de communes du territoire, qui agissent et cherchent tous à coordonner leurs actions et leurs efforts. Ce projet a été validé pour dix ans par le décret du 9 juin 1999.

## Territoires de vie et communes adhérentes
Le Parc naturel régional de Corse compte 145 communes adhérentes à son projet,  Celles-ci sont réparties dans onze « territoires de vie » détaillés dans la liste ci-dessous :
| Territoire de vie   | Commune                                           | Piève         |
| ------------------- | ------------------------------------------------- | ------------- |
| Filasorma-Marsolinu | Calinzana (Calenzana)                             | Olmia         |
| Filasorma-Marsolinu | Galeria (Galéria)                                 | Filosorma     |
| Filasorma-Marsolinu | Mansu (Manso)                                     | Filosorma     |
| Caccia-Ghjunsani    | Ascu (Asco)                                       | Caccia        |
| Caccia-Ghjunsani    | Castifau (Castifao)                               | Caccia        |
| Caccia-Ghjunsani    | Moltifau (Moltifao)                               | Caccia        |
| Caccia-Ghjunsani    | U Musuleu (Mausoléo)                              | Giussani      |
| Caccia-Ghjunsani    | Olmi e Cappella (Olmi-Cappella)                   | Giussani      |
| Caccia-Ghjunsani    | Pioggiula (Pioggiola)                             | Giussani      |
| Caccia-Ghjunsani    | Pulasca (Popolasca)                               | Giovellina    |
| Caccia-Ghjunsani    | Vallica (Vallica)                                 | Giussani      |
| Niolu               | Albertacce (Albertacce)                           | Niolo         |
| Niolu               | Calacuccia (Calacuccia)                           | Niolo         |
| Niolu               | Casamacciuli (Casamaccioli)                       | Niolo         |
| Niolu               | Corscia (Corscia)                                 | Niolo         |
| Niolu               | Lozzi (Lozzi)                                     | Niolo         |
| Centru di Corsica   | Alandu (Alando)                                   | Bozio         |
| Centru di Corsica   | Alzi (Alzi)                                       | Bozio         |
| Centru di Corsica   | Bustanicu (Bustanico)                             | Bozio         |
| Centru di Corsica   | Carticasi (Carticasi)                             | Vallerustie   |
| Centru di Corsica   | Casanova (Casanova)                               | Venaco        |
| Centru di Corsica   | U Castellà di Mercuriu (Castellare-di-Mercurio)   | Bozio         |
| Centru di Corsica   | Corti (Corte)                                     | Talcini       |
| Centru di Corsica   | U Favalellu (Favalello)                           | Bozio         |
| Centru di Corsica   | Lanu (Lano)                                       | Vallerustie   |
| Centru di Corsica   | A Mazzola (Mazzola)                               | Bozio         |
| Centru di Corsica   | E Muracciole (Muracciole)                         | Vivario       |
| Centru di Corsica   | Nuceta (Noceta)                                   | Vivario       |
| Centru di Corsica   | U Poghju di Venacu (Poggio-di-Venaco)             | Venaco        |
| Centru di Corsica   | A Riventosa (Riventosa)                           | Venaco        |
| Centru di Corsica   | San Petru di Venacu (Santo-Pietro-di-Venaco)      | Venaco        |
| Centru di Corsica   | Sant'Andria di Boziu (Sant'Andréa-di-Bozio)       | Bozio         |
| Centru di Corsica   | Santa Lucia di Mercuriu (Santa-Lucia-di-Mercurio) | Talcini       |
| Centru di Corsica   | Sermanu (Sermano)                                 | Bozio         |
| Centru di Corsica   | Suveria (Soveria)                                 | Talcini       |
| Centru di Corsica   | Tralonca (Tralonca)                               | Talcini       |
| Centru di Corsica   | Venacu (Venaco)                                   | Venaco        |
| Centru di Corsica   | Vivariu (Vivario)                                 | Vivario       |
| Castagniccia        | Campana (Campana)                                 | Orezza        |
| Castagniccia        | Carchetu-Brusticu (Carcheto-Brustico)             | Orezza        |
| Castagniccia        | Carpinetu (Carpineto)                             | Orezza        |
| Castagniccia        | Casabianca (Casabianca)                           | Ampugnani     |
| Castagniccia        | Casalta (Casalta)                                 | Ampugnani     |
| Castagniccia        | Croce (Croce)                                     | Ampugnani     |
| Castagniccia        | Felce (Felce)                                     | Alesani       |
| Castagniccia        | Ficaghja (Ficaja)                                 | Ampugnani     |
| Castagniccia        | Ghjucatoghju (Giocatojo)                          | Ampugnani     |
| Castagniccia        | Matra (Matra)                                     | Serra         |
| Castagniccia        | Moïta (Moïta)                                     | Serra         |
| Castagniccia        | A Monacia d'Orezza (Monacia-d'Orezza)             | Orezza        |
| Castagniccia        | Novale d'Alisgiani (Novale)                       | Alesani       |
| Castagniccia        | Nucariu (Nocario)                                 | Orezza        |
| Castagniccia        | L'Ortale (Ortale)                                 | Alesani       |
| Castagniccia        | A Parata (Parata)                                 | Orezza        |
| Castagniccia        | I Perelli d'Alisgiani (Perelli)                   | Alesani       |
| Castagniccia        | Peru Casevechje (Pero-Casevecchie)                | Tavagna       |
| Castagniccia        | U Pianellu (Pianello)                             | Serra         |
| Castagniccia        | U Pianu (Piano)                                   | Ampugnani     |
| Castagniccia        | I Piazzali d'Alisgiani (Piazzali)                 | Alesani       |
| Castagniccia        | E Piazzole d'Orezza (Piazzole)                    | Orezza        |
| Castagniccia        | Pedicroce (Piedicroce)                            | Orezza        |
| Castagniccia        | Ped'Orezza (Pie-d'Orezza)                         | Orezza        |
| Castagniccia        | U Pedipartinu (Piedipartino)                      | Orezza        |
| Castagniccia        | U Petricaghju (Pietricaggio)                      | Alesani       |
| Castagniccia        | Piupeta (Piobetta)                                | Alesani       |
| Castagniccia        | U Poghju Marinacciu (Poggio-Marinaccio)           | Ampugnani     |
| Castagniccia        | Porri (Porri)                                     | Casinca       |
| Castagniccia        | A Porta d'Ampugnani (La Porta)                    | Ampugnani     |
| Castagniccia        | U Prunu (Pruno)                                   | Ampugnani     |
| Castagniccia        | Pulverosu (Polveroso)                             | Ampugnani     |
| Castagniccia        | U Quercitellu (Quercitello)                       | Ampugnani     |
| Castagniccia        | Rapaghju (Rapaggio)                               | Orezza        |
| Castagniccia        | San Damianu (San-Damiano)                         | Ampugnani     |
| Castagniccia        | San Gavinu d'Ampugnani (San-Gavino-d'Ampugnani)   | Ampugnani     |
| Castagniccia        | Scata (Scata)                                     | Ampugnani     |
| Castagniccia        | U Silvarecciu (Silvareccio)                       | Ampugnani     |
| Castagniccia        | A Stazzona (Stazzona)                             | Orezza        |
| Castagniccia        | Taranu (Ortia - Tarrano)                          | Alesani       |
| Castagniccia        | E Valle d'Alisgiani (Valle-d'Alesani)             | Alesani       |
| Castagniccia        | E Valle d'Orezza (Tramica - Valle-d'Orezza)       | Orezza        |
| Castagniccia        | A Verdese (Verdese)                               | Orezza        |
| Castagniccia        | Zuani (Zuani)                                     | Serra         |
| Fium'Orbu           | Chisà (Chisa)                                     | Coasina       |
| Fium'Orbu           | Ghisoni (Ghisoni)                                 | Castello      |
| Fium'Orbu           | L'lsulacciu di Fium'Orbu (Isolaccio-di-Fiumorbo)  | Cursa         |
| Fium'Orbu           | U Lugu di Nazza (Lugo-di-Nazza)                   | Castello      |
| Fium'Orbu           | U Poghju di Nazza (Poggio-di-Nazza)               | Castello      |
| Fium'Orbu           | I Prunelli di Fium'Orbu (Prunelli-di-Fiumorbo)    | Cursa         |
| Fium'Orbu           | San Gavinu di Fium'Orbu (San-Gavino-di-Fiumorbo)  | Cursa         |
| Fium'Orbu           | Sari di Sulinzara (Sari-Solenzara)                | Porto-Vecchio |
| Fium'Orbu           | A Sarra di Fium'Orbu (Serra-di-Fiumorbo)          | Coasina       |
| Fium'Orbu           | U Sulaghju (Solaro)                               | Coasina       |
| Alta Rocca          | Altaghjè (Altagène)                               | Tallano       |
| Alta Rocca          | Auddè (Aullène)                                   | Scopamène     |
| Alta Rocca          | Carbini (Carbini)                                 | Carbini       |
| Alta Rocca          | Carghjaca (Cargiaca)                              | Tallano       |
| Alta Rocca          | Conca (Conca)                                     | Porto-Vecchio |
| Alta Rocca          | Foci Bilzese (Foce)                               | Sartène       |
| Alta Rocca          | Laretu di Tallà (Loreto-di-Tallano)               | Tallano       |
| Alta Rocca          | Livia (Levie)                                     | Carbini       |
| Alta Rocca          | Mela di Tallà (Mela)                              | Tallano       |
| Alta Rocca          | Ulmiccia (Olmiccia )                              | Tallano       |
| Alta Rocca          | Purti Vechju (Porto-Vecchio)                      | Porto-Vecchio |
| Alta Rocca          | Quenza (Quenza)                                   | Scopamène     |
| Alta Rocca          | San Gavinu di Carbini (San-Gavino-di-Carbini)     | Carbini       |
| Alta Rocca          | Santa Lucia di Tallà (Sainte-Lucie-de-Tallano)    | Tallano       |
| Alta Rocca          | A Sarra di Scupamena (Serra-di-Scopamène)         | Scopamène     |
| Alta Rocca          | Surbuddà (Sorbollano)                             | Scopamène     |
| Alta Rocca          | Zirubia (Zerubia)                                 | Scopamène     |
| Alta Rocca          | Zonza (Zonza)                                     | Carbini       |
| Alta Rocca          | Zoza (Zoza)                                       | Tallano       |
| Taravu - Bastelica  | I Bagni di Vutera (Guitera-les-bains)             | Talavo        |
| Taravu - Bastelica  | Bastelica (Bastelica)                             | Cauro         |
| Taravu - Bastelica  | Ciamannaccia (Ciamannacce)                        | Talavo        |
| Taravu - Bastelica  | Currà (Corrano)                                   | Talavo        |
| Taravu - Bastelica  | Cuzzà (Cozzano)                                   | Talavo        |
| Taravu - Bastelica  | Frassetu (Frasseto)                               | Ornano        |
| Taravu - Bastelica  | Furciolu (Forciolo)                               | Ornano        |
| Taravu - Bastelica  | Palleca (Palneca)                                 | Talavo        |
| Taravu - Bastelica  | Sampolu (Sampolo)                                 | Talavo        |
| Taravu - Bastelica  | Tassu (Tasso)                                     | Talavo        |
| Taravu - Bastelica  | Zevacu (Zevaco)                                   | Talavo        |
| Taravu - Bastelica  | Zicavu (Zicavo)                                   | Talavo        |
| Gravona             | Auccia (Ucciani)                                  | Celavo        |
| Gravona             | Bucugnà (Bocognano)                               | Celavo        |
| Gravona             | Carbuccia (Carbuccia)                             | Celavo        |
| Gravona             | Tavera (Tavera)                                   | Celavo        |
| Gravona             | Veru (Vero)                                       | Celavo        |
| Cruzinu - Dui Sorru | Azzana (Azzana)                                   | Cruzini       |
| Cruzinu - Dui Sorru | Balogna (Balogna)                                 | Sorroingiù    |
| Cruzinu - Dui Sorru | Guagnu (Guagno)                                   | Sorroinsù     |
| Cruzinu - Dui Sorru | Letia (Letia)                                     | Sorroingiù    |
| Cruzinu - Dui Sorru | Ortu (Orto)                                       | Sorroinsù     |
| Cruzinu - Dui Sorru | Pastricciola (Pastricciola)                       | Cruzini       |
| Cruzinu - Dui Sorru | U Pighjolu (Poggiolo)                             | Sorroinsù     |
| Cruzinu - Dui Sorru | Rennu (Renno)                                     | Sorroingiù    |
| Cruzinu - Dui Sorru | Rezza (Rezza)                                     | Cruzini       |
| Cruzinu - Dui Sorru | A Soccia (Soccia)                                 | Sorroinsù     |
| Dui Sevi            | Carghjese (Cargèse)                               | Sevinfuori    |
| Dui Sevi            | Cristinacce (Cristinacce)                         | Sevidentro    |
| Dui Sevi            | Evisa (Évisa)                                     | Sevidentro    |
| Dui Sevi            | Marignana (Marignana)                             | Sevidentro    |
| Dui Sevi            | Osani (Osani)                                     | Sia           |
| Dui Sevi            | Ota (Ota)                                         | Sevinfuori    |
| Dui Sevi            | A Sarrera (Serriera)                              | Sia           |